# Neotamias bulleri
Neotamias bulleri es una especie de roedor de la familia Sciuridae.

## Distribución geográfica
Es  endémica de México.